# Thirunalloor Karunakaran
Thirunalloor Karunakaran (8 octobre 1924 - 5 juillet 2006) est un poète indien et un intellectuel de gauche de l'État de Kerala.

## Biographie
Il est né dans le village de Perinad dans le district de Kollam, au Kerala. Sympathisant du Parti communiste d'Inde, il est le responsable de Janayugom, la revue culturelle du parti. Il meurt le 5 juillet 2006, à sa résidence de Kollam.

## Œuvres
Ayant étudié la philosophie indienne et le marxisme en profondeur, il en retire une vision unique combinant le meilleur des deux, et cette vision est illumine le cœur de sa poésie. Il écrit avec autant de facilité de courts poèmes lyriques et de longs poèmes narratifs présentant plusieurs personnages et des situations sociales complexes,,.
Il traduit plusieurs livres d'autres langues en malayalam. Il a publié 13 livres de poésie, 4 livres de la traduction, 4 livres de prose et de plusieurs articles sur la langue, la littérature et des sujets socio-politiques. Deux de ses traductions sont les Rubaiyat d'Omar Khayyam et Les Tsiganes d'Alexandre Pouchkine.